# Get Down on It
Get Down on It is een nummer van de Amerikaanse band Kool & The Gang uit 1982. Het is de derde en laatste single van hun derde studioalbum Something Special.
De single werd een grote danshit in Noord-Amerika, op de Britse eilanden, in Frankrijk en het Nederlandse taalgebied. In thuisland de Verenigde Staten bereikte de plaat de 10e positie in de Billboard Hot 100, eveneens in Frankrijk werd de 10e posirie bereikt. In Canada werd de 11e positie bereikt en in het Verenigd Koninkrijk de 3e positie in de UK Singles Chart. 
In Nederland werd de plaat veel gedraaid in de Soulshow met dj Ferry Maat op de TROS donderdag op Hilversum 3 en werd mede hierdoor een hit in de destijds drie hitlijsten op de nationale popzender. De plaat bereikte de 8e positie in zowel de Nederlandse Top 40 als de TROS Top 50. In de Nationale Hitparade werd de 10e positie bereikt. In de Europese hitlijst op Hilversum 3, de TROS Europarade, werd géën notering behaald.
In België bereikte de plaat de 15e positie in zowel de Vlaamse Ultratop 50 als de Vlaamse Radio 2 Top 30.